# Босилково (област Смолян)
 За другото българско село вижте Босилково (област Бургас).  
Босилково е село в Южна България. То се намира в община Баните, област Смолян.

## География
Село Босилково се намира в планински район.
Село Босилково, намиращо се в Южна България, е едно от най-подходящите места за отдих.
Отстои на 66 км североизточно от град Смолян, на 22 км северозападно от село Баните, на 56 км югоизточно от град Чепеларе и в същата посока на 242 км от столицата София.
Селото е водоснабдено и електрифицирано. Тук функционират кметство и смесен магазин. Най-близките основно училище, целодневна детска градина, здравна служба, църква и джамия се намират в село Давидково. Многопрофилна болница има в областния град Смолян.
Питейната вода е една от най-чистите води в България. Температурата не превишава повече от +1 градуса.
Постоянното население е около 70 души. Местните жители се занимават главно с животновъдство и растениевъдство и млекопроизводство.

## Културни и природни забележителности
В Босилково има открити остатъци от храм – златни гърнета, прибори и няколко кръста.
Местността „Чукаря“ представлява обособена, естествено защитена местност – ниско възвишение, която през късната бронзова епоха (XV-XI век пр. Хр.) се трансформира в Тракийското скално светилище. Тук са открити най-ранните археологически паметници в община Баните – глинени култови идоли, съдчета и керамични фрагменти.
В селото всяка година, в началото на месец юли има курбан, на връх СВОБОДА, за всички от с. Босилково, заедно със с. Давидково.

## Други
Жителите на това село са малък брой – главно застаряващо население. Преди години жителите на селото са наброявали около 1500 души, но са се изселили (повечето) в град Хасково, Пловдив и село Копринка, общ. Казанлък. Все още в това село има жители, а лятото има почиващи и връщащи се стари жители на отдих.

### Кухня
Кухнята е много стара, но запазена. Приготвяните храни са типични за родопската кухня – трахана, пататник, клин, качамак и др. През лятото главният зеленчук на масата са гъбите (пачи крак, овчи крак, сърнела и манатарки – които са в изобилие).